# Xã Maroa, Quận Macon, Illinois
Xã Maroa (tiếng Anh: Maroa Township) là một xã thuộc quận Macon, tiểu bang Illinois, Hoa Kỳ. Năm 2010, dân số của xã này là 2.100 người.